# Солянкин, Егор Николаевич
Егор Николаевич Солянкин (5 марта (20 февраля) 1901, Москва, Российская империя — 26 июня 1941, Расейняй, СССР) — советский военачальник. Генерал-майор (1940).

## Биография
Рано осиротел.
Работал кузнецом в Москве.

### Образование
Окончил 65-е Евпаторийские курсы командного состава (1921), дополнительное отделение 63-х Симферопольских пехотных курсов (1922), повторные курсы комсостава в Москве (1925), Московские военно-политические курсы (1929), Стрелковые курсы усовершенствования командного состава «Выстрел» (1931), Ленинградские бронетанковые курсы усовершенствования командного состава (1932).

### Служба
В Гражданскую войну был призван в РККА 17 июня 1920 года и направлен в 16-й запасной стрелковый полк Московского военного округа.
С октября 1920 года по февраль 1921 года в составе 1-й Петроградской бригады курсантов участвовал в боях на Южном фронте против войск генерала Врангеля и армии Махно.
Член ВКП(б) с 1922 года.
С сентября 1922 года — командир отделения, помощник командира и командира взвода, помощник командира роты, врид командира роты, политрука роты 40-го стрелкового полка 14-й стрелковой дивизии.
С ноября 1929 года — командир курса Рязанской пехотной школы.
С 1931 года — помощник командира батальона 42-го стрелкового полка 14-й стрелковой дивизии, по совместительству с октября по декабрь 1931 года — военный комендант города Шуя.
С мая 1932 года — начальник штаба учебного батальона 14-й стрелковой дивизии.
С июня 1932 года врид помощника командира учебного танкового батальона, врид помощника начальника учебной части полка, командира батальона Отдельного учебного танкового полка.
С января 1934 года — командир 1-го отдельного танкового батальона 1-й Казанской стрелковой дивизии (с мая 1936 года — 86-й отдельного танкового батальона 86-й Казанской стрелковой дивизии имени ЦИК Татарской АССР).
С июня 1937 года — командир 2-го танкового полка.
С августа 1938 года — врид командира 9-й механизированной (с декабря 1938 года — 18-й танковой) бригады 7-го механизированного корпуса.
С декабря 1939 года — командир 18-й танковой бригады 10-го танкового корпуса.
С августа 1940 года — заместитель командира 1-го механизированного корпуса по строевой части.
С 9 декабря 1940 года — командир 2-й танковой дивизии 3-го механизированного корпуса.
23—24 июня 1941 года командовал 2-й танковой дивизией в сражении под Расейняем.
Погиб в бою 26 июня 1941 года в 30 километрах северо-восточнее Расейняя. Там же в лесу был похоронен бойцами. Обстоятельства гибели длительное время не были известны, поэтому приказом НКО СССР от 3 сентября 1941 года был исключен из списков РККА как пропавший без вести.

## Воинские звания
- Капитан (1936).
- Майор (1937).
- Полковник (1938).
- Комбриг (1939).
- Генерал-майор (1940).

## Награды
- Орден Отечественной войны I степени (1965, посмертно)[2].
- Медаль «XX лет РККА» (1938).

## Память
- Имя воина увековечено в Главном Храме Вооружённых сил России, и навсегда запечатлено на мемориале «Дорога памяти»[3]